# Aurélia Schneider
Pour les articles homonymes, voir Schneider.
Aurélia Schneider est une psychiatre française, spécialisée dans les thérapies comportementales et cognitives et auteure d'un essai sur la charge mentale.

## Biographie
Originaire de l’Yonne, Aurélia Schneider fait des études de médecine et obtient son diplôme de médecin après avoir soutenu une thèse d'exercice sur l'utilisation de diverses molécules dans le traitement des troubles bipolaires à l’université Paris-Diderot en 1992. Elle exerce en libéral, à l’hôpital Saint-Antoine et à l'hôpital Bicêtre. 
Elle est consultante sur la Cinq pour le Magazine de la santé et dans différents médias, notamment la chaîne France Info et France Inter dans les émissions Le téléphone sonne ou encore la Chronique de Christophe André.
Spécialiste en psychothérapies comportementales et cognitives, elle publie en 2018 l'essai La charge mentale des femmes et celle des hommes : mieux détecter pour prévenir le burn-out.
En 2020, compte tenu de la crise sanitaire due à la pandémie de Covid-19, elle évoque la gestion du stress du confinement et l'impact du confinement sur l’organisation de la maison et de la cellule familiale.

## Publications
- (coll.) « FOXP1 protein overexpression is associated with inferior outcome in nodal diffuse large B‐cell lymphomas with non‐germinal centre phenotype, independent of gains and structural aberrations at 3p14.1 », Histopathology, vol.57, 1, 2010, p.73–80.[lire en ligne]
- La charge mentale des femmes et celle des hommes : mieux détecter pour prévenir le burn-out, éditions Larousse, Paris, 2018[9],[10],[11],[12],[13],[14].